# Ariel Rotter
Ariel Rotter (ur. 1973 w Buenos Aires) – argentyński reżyser, scenarzysta i producent filmowy. Reprezentant tzw. nowego kina argentyńskiego przełomu XX i XXI w.

## Życiorys
Od 1992 roku studiował na Universidad del Cine w Buenos Aires. Jego pełnometrażowym debiutem reżyserskim był film Tylko dzisiaj (2001)
Laureat Srebrnego Niedźwiedzia - Grand Prix Jury na 57. MFF w Berlinie za dramat o zmianie tożsamości Inny (2007). Film ten nagrodzono również za kreację aktorską Julio Cháveza. 
Kolejny film Rottera, La luz incidente (2015), otrzymał liczne nagrody festiwalowe, m.in. w Hawanie i w Mar del Plata. Jego ostatnia fabuła, Błękitny pak (2023), została również ciepło przyjęta.